# NGC 4456
NGC 4456 este o emission-line galaxy⁠(d) situată în constelația Hidra. A fost descoperită în 30 martie 1835 de către John Herschel. Se află la o distanță de 79,07 de megaparseci de Pământ.